# Вовчі ягоди кущові
Вовчі ягоди кущові, вовче лико кущове (Daphne arbuscula) — вид квіткових рослин з родини вовчеликових (Thymelaeaceae). Видовий епітет arbuscula означає «як маленьке дерево».

## Біоморфологічна характеристика
Це вічнозелений невисокий кущ з багаторічним листям заввишки 10–35 см. Гілки лежачі чи висхідні. Листки шкірясті, від вузько-зворотно-ланцетних до лінійних, згорнуті по краю, тупі на верхівці, скупчені на кінцях гілочок. Квітки по 3–8 на кінцях гілок, рожеві, рідше білі, запашні. Плід кісточковий, але кущ рідко дає плоди.

## Середовище проживання
Ендемік Словаччини, де трапляється на плато Муранська планина; на висотах від 590 до 1330 метрів. У минулому вид був більш поширений, але сьогодні зостався лише на території ≈ 95 км².
Зростає на скелях, узліссях, гребенях, терасах, іноді осипах, на вапняковому та доломітовому субстраті. Віддає перевагу відкритим або малозатіненим схилам, які відкриті на південь, але також часто зустрічається на північних схилах і рідше в реліктових соснових лісах.

## Практичне значення
Різні сорти цієї рослини використовуються як рослини для альпінарію.

## Охорона
Daphne arbuscula охороняється в Європі і занесений до Додатку І Бернської конвенції (охоронна категорія: вид підлягає особливій охороні), а також до Директиви Європейського Союзу 92/43/ЄС «Про збереження природних оселищ та видів природної фауни і флори» (Додаток ІІ. Види рослин і тварин, що становлять особливий інтерес для Європейського Союзу, збереження яких потребує створення територій особливої охорони). У Словаччині рослина має статус EN.
Основні загрози – збір рослин, посухи та забруднення повітря. Останні загрози послаблюють рослини та роблять їх більш вразливими для шкідників. Альпінізм і скелелазіння також можуть вплинути на цю рослину.